# Poussière sur la ville
Poussière sur la ville est un roman d'André Langevin paru en 1953 qui décrit l'échec d'un mariage. Le roman a été réédité à de nombreuses reprises depuis sa publication initiale et est considéré comme un classique de la littérature québécoise[réf. nécessaire].

## Résumé
Alain Dubois, un jeune médecin, doit s'établir dans la ville minière de Macklin (calquée sur Asbestos au Québec) avec sa jeune épouse Madeleine. Dans cet environnement dominé par la poussière grise de l'amiante vivent quelques travailleurs pour qui laideur, ignorance et misère se côtoient. Le jeune couple n'échappe pas aux malheurs. Adultère, scandales médicaux, influence du clergé, alcoolisme et suicide viendront ébranler le Dr Dubois dès son arrivée.

## Adaptations
- Le roman fut traduit en anglais en 1955 sous le titre Dust over the City. Il connut également une adaptation cinématographique en 1968 avec Guy Sanche et Michelle Rossignol[2].
- (de) extrait, trad. Beate Thill: Staub über der Stadt, en Anders schreibendes Amerika. Literatur aus Québec. dir. Lothar Baier, Pierre Filion. Das Wunderhorn, Heidelberg 2000, pp 91 – 94

## Prix
- Prix du Cercle du livre de France en 1953